# Tabatinga (ort i Brasilien, São Paulo, Tabatinga, lat -21,72, long -48,69)
Tabatinga är en ort i Brasilien.   Den ligger i kommunen Tabatinga och delstaten São Paulo, i den sydöstra delen av landet, 700 km söder om huvudstaden Brasília. Tabatinga ligger 489 meter över havet och antalet invånare är 11 616.
Terrängen runt Tabatinga är platt. Närmaste större samhälle är Ibitinga, 15,3 km väster om Tabatinga.
Omgivningarna runt Tabatinga är en mosaik av jordbruksmark och naturlig växtlighet. Runt Tabatinga är det ganska tätbefolkat, med 56 invånare per kvadratkilometer.